# Sarah Cook (Squashspielerin)
Sarah Jane Cook (* 13. Februar 1975 in Christchurch) ist eine ehemalige neuseeländische Squashspielerin.

## Karriere
Bereits in ihrer Juniorenzeit war sie sehr erfolgreich: Sie gewann in sämtlichen Junioren-Kategorien Titel auf nationaler Ebene in Neuseeland, ebenso Titel bei der U17 und der U19 in Australien. 1993 erreichte sie das Endspiel der Weltmeisterschaft, in dem sie Rachael Grinham unterlag.
Sarah Cook spielte von 1992 bis 2005 auf der WSA World Tour und gewann auf dieser drei Titel. Ihre beste Platzierung in der Weltrangliste erreichte sie mit Rang 22 im November 1995. Mit der neuseeländischen Nationalmannschaft nahm sie 1994, 1996, 1998, 2000 und 2002 an der Weltmeisterschaft teil. Bei den Commonwealth Games 1998 gehörte sie ebenfalls zum Kader und gewann an der Seite von Glen Wilson die Bronzemedaille im Mixed. In den Jahren 1996, 1999 und 2000 wurde sie neuseeländische Landesmeisterin, drei weitere Male stand sie im Finale.
Cook hat einen Sohn (* 2000). Seit 2000 arbeitet sie hauptberuflich als Feuerwehrfrau.

## Erfolge
- Gewonnene WSA-Titel: 3
- Commonwealth Games: 1 × Bronze (Mixed 1998)
- Neuseeländischer Meister: 3 Titel (1996, 1999, 2000)